# Liste der Kulturdenkmäler in Auel
In der Liste der Kulturdenkmäler in Auel sind alle Kulturdenkmäler der rheinland-pfälzischen Ortsgemeinde Auel aufgeführt. Grundlage ist die Denkmalliste des Landes Rheinland-Pfalz (Stand: 5. Dezember 2023).

## Einzeldenkmäler
| Bezeichnung       | Lage                                                | Baujahr                            | Beschreibung | Bild            |
| ----------------- | --------------------------------------------------- | ---------------------------------- | --- | --------------- |
| Wohnhaus          | Hauptstraße 2 Lage                                  | 17. oder 18. Jahrhundert           | Fachwerkhaus, verputzt und verschiefert, wohl aus dem 17. oder 18. Jahrhundert                                                         | BW              |
| Wohnhaus          | Hauptstraße 6 Lage                                  | 18. Jahrhundert                    | Fachwerkhaus, teilweise verputzt, 18. Jahrhundert, Fachwerkscheune aus dem 19. Jahrhundert                                             | BW              |
| Hofanlage         | Hauptstraße 12 Lage                                 | 18. Jahrhundert                    | Hofanlage; Fachwerkhaus, 18. Jahrhundert, Kniestock aus dem 19. Jahrhundert, Stallscheune, Fachwerkscheune und Remise, 19. Jahrhundert | Fotos hochladen |
| Wohnhaus          | Kaiserstraße 1 Lage                                 | 17. oder 18. Jahrhundert           | Fachwerkhaus, verputzt und verschiefert, wohl aus dem 17. oder 18. Jahrhundert                                                         | BW              |
| Wohnhaus          | Kaiserstraße 4/6 Lage                               | 17. oder 18. Jahrhundert           | verputztes Fachwerkhaus, wohl aus dem 17. oder 18. Jahrhundert                                                                         | BW              |
| Wohnhaus          | Kirchgasse 16 Lage                                  |                                    | Fachwerkhaus, transloziert | BW              |
| Wohnhaus          | Kirchgasse 20 Lage                                  | Ende des 17. Jahrhunderts          | Fachwerkhaus, teilweise massiv, wohl vom Ende des 17. Jahrhunderts; transloziert von Cramberg, Eckerstraße 10                          | BW              |
| Rat- und Backhaus | Rheinstraße 1 Lage                                  | 18. Jahrhundert                    | kleiner Fachwerkbau, teilweise massiv, 18. Jahrhundert                                                                                 | Fotos hochladen |
| Brunnen           | Rheinstraße, bei Nr. 1 Lage                         | zweite Hälfte des 19. Jahrhunderts | gusseiserner Pumpbrunnen, zweite Hälfte des 19. Jahrhunderts                                                                           | Fotos hochladen |
| Mühle Schönebeck  | südwestlich des Ortes im Tal des Bogeler Bachs Lage | um 1800                            | stattlicher Putzfachwerkbau, um 1800                                                                                                   | BW              |